# سينور
سينور هي قرية في مقاطعة خوي، إيران. يقدر عدد سكانها بـ 82 نسمة بحسب إحصاء 2016.